# Joel Mull
Joel Mull (Stockholm, 1975) is een Zweedse techno-dj.

## Carrière

### Jeugd
Op zijn zesde had Joel Mull zijn eerste synthesizer en al snel daarna nam hij pianolessen. Van zijn tiende tot en met zijn zestiende levensjaar zat hij op een muziekschool in Stockholm, waar hij zich specialiseerde in keyboard en zang. Mull kwam voor het eerst in aanraking met elektronische muziek door platen van Kraftwerk en Depeche Mode.
In 1991 bezocht Mull zijn eerste openlucht-ravefeest, waar hij werd geïnspireerd door de muziek en zelf house- en technoplaten ging kopen. Op school ontmoette hij Adam Beyer die hem leerde mixen met de draaitafels die hij thuis had. Mull investeerde in apparatuur en hij kocht zijn eigen drumcomputers, samplers en synthesizers. In 1993 kwam, in samenwerking met Adam Beyer, het eerste nummer uit op grammofoonplaat, op een Amerikaans label genaamd Direct Drive.

### Doorbraak
Daarna begon het draaien in clubs een serieuzere vorm aan te nemen. De Unit Club, een discotheek in Hamburg met een capaciteit van 1200 bezoekers, was op zoek naar nieuw talent en bood Mull de gelegenheid regelmatig lange sets te draaien. Hierdoor kwam hij in aanraking met internationale artiesten.

### Inside label
In 1997 besloot Mull terug te keren naar Zweden en begin 1998 begon hij zijn eigen label Inside. Hij werkte in de platenzaak Planet Rhythm in Stockholm, samen met Beyer, Cari Lekebusch en Jesper Dahlback. Zijn studio was destijds onder deze platenwinkel, waar hij zowel zelfstandig als in samenwerking met Beyer onder de naam Safety Sessions platen uitbracht. De Safety Sessions-tracks kwamen uit op Beyers label Code Red. Zijn eigen uitgaven verschenen op zijn label Inside.
Mull bouwde jarenlang een reputatie op en in 2007 verscheen zijn muziek op befaamde labels als Cocoon Recordings en Harthouse. Zijn producties staan tegenwoordig in alle grote compilatieseries, zoals Fabric, Global Underground, Transitions van John Digweed en de Viva-serie van Steve Lawler.

## Aliassen
- Damm
- Dr. Snuggles
- Dust
- Hermes
- Icarus
- Screwball Jams
- Safety Session (met Adam Beyer)
- Slaughterhouse (met Adam Beyer en Peter Benisch)